# Ogna
Il torrente Ogna è un corso d'acqua della provincia di Bergamo. Nasce dalle pendici del pizzo della Presolana, nei pressi del passo dello Scagnello, nelle Alpi Orobie e confluisce dopo 12 km da sinistra nel Serio ad Ogna, contrada di Villa d'Ogna, in Val Seriana, dopo aver interamente solcato la Valzurio. Lungo il suo corso, compreso nei comuni di Oltressenda Alta, Rovetta e Villa d'Ogna, sono presenti alcuni piccoli laghetti, denominati laghi Azzurri che variano il proprio colore a seconda delle stagioni.